# Krakovszki Zsolt
Krakovszki Zsolt (Győr, 2002. július 9. –) magyar válogatott kézilabdázó, a német HSG Wetzlar játékosa.
Ikertestvére, Krakovszki Bence szintén válogatott kézilabdázó.

## Pályafutása

### Klubcsapatokban
A Győri FKKA-nál kezdett kézilabdázni, majd 15 éves korában a NEKA játékosa lett. 2019-től már a felnőttek között játszott, az NB I/B-s bajnokságban. 2021-ben megnyerték a másodosztályt. 2024-ben bejutottak a Magyar kupa négyes döntőjébe és a Dabas VSE KC elleni bronzmérkőzésen megszerezték a harmadik helyet. Ezen a találkozón Krakovszki 3 gólt szerzett.
2024-ben igazolt a német élvonalban szereplő HSG Wetzlar csapatához.

### A válogatottban
Tagja volt a korosztályos válogatottaknak, legnagyobb sikerét a 2023-as junior világbajnokságon érte el, ahol ezüstérmes lett. A felnőttválogatottban 2023-ban kapott először lehetőséget. Első világversenye a 2024-es Európa-bajnokság volt, ahol két mérkőzésen lépett pályára és négy gólt szerzett.

## Sikerei, díjai
- Junior világbajnokságon ezüstérmes: 2023